# Fallen (Band)
Fallen ist eine 1996 gegründete Funeral-Doom-Band.

## Geschichte
Der Schlagzeuger und Songschreiber der Band Funeral Anders Eek begann 1996 damit Musik für ein weiteres Projekt unter dem Namen Fallen zu schreiben. Veröffentlichungen blieben jedoch lange Zeit aus. Nach dem Suizid des Funeral-Sängers Einar Fredriksen stockten weitere Arbeiten des Hauptprojektes Funeral und Eek intensivierte die Bemühungen das Nebenprojekt Fallen zu aktivieren. Hierbei lud er die Funeral-Musiker Christian Loos und Kjetil Ottersen in das Projekt ein. Gemeinsam nahm das Projekt 2004 ein Demoband auf und veröffentlichte noch im gleichen Jahr das Debütalbum A Tragedy’s Bitter End. Beide Veröffentlichungen griffen umfassend auf bisher unveröffentlichte Gedichte Fredriksens zurück. Das über Aftermath Music erschienene Album wurde dem Andenken Fredriksens gewidmet. Das Album wurde von Kritikern zumeist positiv aufgenommen.
Nach dem Erscheinen des Albums blieben weitere Veröffentlichungen lange Zeit aus. Die Band strebte die Aufnahme und Veröffentlichung eines zweiten Albums an. Nach dem Loos 2005 einen Suizid beging blieben weitere Aktivitäten aus und die bisherigen Aufnahmen blieben indes unvollendet. Erst im Jahr 2015 erschien mit Fallen eine Kompilation die neben den Stücken des Albums zwei weitere, ursprünglich für das zweite Studioalbum geplante, Aufnahmen enthielt. Die Kompilation wurde ebenso wie das Album positiv besprochen.

## Stil
Das Webzine Doom-Metal.com beschreibt die von Fallen gespielte Musik als „ultra langsamen und extremen Doom, mit einem leichten Gothic-Touch.“ Die musikalische Basis läge im Funeral Doom wird dabei jedoch mit „reichhaltigen Orchesterarrangements und tiefem Baritongesang“ zu einem eigenen Atmospheric Doom kombiniert. Dabei werden verortende Vergleiche mit My Dying Bride, Shape of Despair, Murkrat und Pantheist bemüht. Laut einer für das Webzine Vampster verfassten Rezension ist die Musik „geprägt von symphonischen Keyboards und sanften, melancholischen Piano-Klängen.“ Das Gitarrenspiel sei raumgreifend produziert, verfüge über einen „warmen Sound“ und  erinnere etwas an Solstice. Das Grundtempo sei zwar langsam aber nicht im „Zeitlupentempo, wie man es von manch anderer Funeral-Band“ kenne.

## Diskografie
- 2004: Demo 04 (Demo, Selbstverlag)
- 2004: A Tragedy’s Bitter End (Album, Aftermath Music)
- 2015: Fallen (Kompilation, Solitude Productions)